# Campionati del mondo di ciclismo su strada 2021 - Staffetta a squadre mista
La staffetta a squadre mista dei Campionati del mondo di ciclismo su strada 2021 si svolse il 22 settembre 2021 su un percorso di 44,5 km, con partenza da Knokke-Heist e arrivo a Bruges nelle Fiandre in Belgio. La medaglia d'oro fu appannaggio del sestetto della Germania, il quale completò il percorso con il tempo di 50'49"; l'argento andò al sestetto dei Paesi Bassi e il bronzo a quello dell'Italia (nonostante l'ottima prestazione del trio Ganna, Affini, Sobrero che hanno riportato il miglior tempo maschile con un discreto margine sugli avversari).
All'arrivo di Bruges, 13 squadre su 13 partenti (12 nazionali più una selezione mista del World Cycling Centre) terminarono la corsa.

## Ordine d'arrivo
| Pos. | Corridori | Squadra              | Tempo     |
| ---- | --- | -------------------- | --------- |
| 1    | Nikias Arndt Lisa Brennauer Lisa Klein Mieke Kröger Tony Martin Max Walscheid                                  | Germania             | 50'49"10  |
| 2    | Koen Bouwman Riejanne Markus Bauke Mollema Jos van Emden Ellen van Dijk Annemiek van Vleuten                   | Paesi Bassi          | a 12"79   |
| 3    | Edoardo Affini Marta Cavalli Elena Cecchini Filippo Ganna Elisa Longo Borghini Matteo Sobrero                  | Italia               | a 37"74   |
| 4    | Stefan Bissegger Elise Chabbey Nicole Koller Stefan Küng Marlen Reusser Mauro Schmid                           | Svizzera             | a 37"79   |
| 5    | John Archibald Alice Barnes Daniel Bigham Alex Dowsett Anna Henderson Joscelin Lowden                          | Gran Bretagna        | a 54"99   |
| 6    | Mikkel Bjerg Magnus Cort Nielsen Amalie Dideriksen Julie Leth Emma Norsgaard Mathias Norsgaard                 | Danimarca            | a 1'16"16 |
| 7    | Shari Bossuyt Victor Campenaerts Jolien D'Hoore Ben Hermans Lotte Kopecky Yves Lampaert                        | Belgio               | a 1'21"03 |
| 8    | Lawson Craddock Brandon McNulty Neilson Powless Coryn Rivera Leah Thomas Ruth Winder                           | Stati Uniti          | a 2'09"68 |
| 9    | Marion Borras Clara Copponi Coralie Demay Thomas Denis Benjamin Thomas Valentin Tabellion                      | Francia              | a 2'51"79 |
| 10   | Karolina Karasiewicz Karolina Kumięga Filip Maciejuk Aurela Nerlo Damian Papierski Bartosz Rudyk               | Polonia              | a 3'23"18 |
| 11   | Xabier Azparren Ziortza Isasi Diego López Sara Martín Lluís Mas Lourdes Oyarbide                               | Spagna               | a 4'05"55 |
| 12   | Tobias Bayer Sarah Rijkes Felix Ritzinger Maximilian Schmidbauer Christina Schweinberger Kathrin Schweinberger | Austria              | a 4'33"00 |
| 13   | Paul Daumont Akvilė Gedraitytė Jean Eric Habimana Anastasija Kolesava Tereza Medveďová Ahmad Badreddin Wais    | World Cycling Centre | a 6'28"98 |